# カスタムライフ
株式会社カスタムライフ（英: CUSTOMLIFE, K.K.）は、東京都千代田区に本社を置く企業。

## 概要
ファッション・家電・ライフスタイル・ビューティー・マネー・キッズなどのジャンルにおいて、商品やサービスのお買い物攻略サイト「CUSTOMLIFE」を運営している。

## 沿革
- 2016年9月 - 会社設立。ビジネスマンのための総合情報サイト「CUSTOMLIFE」の運営開始
- 2019年6月 - WEBメディア「CUSTOMLIFE」リニューアル。「読めば結論がでる、お買い物攻略サイト」ととして、徹底したリサーチ・編集部での商品実体験・カテゴリごとのプロライターによる読者の生活の質を上げるコンテンツの制作を開始[1]
- 2020年
  - 2月 -「homenote」公式インスタグラム運営開始
  - 3月 - 親会社の株式会社SYGが、紳士服量販店「洋服の青山」等を展開する青山商事の完全子会社となる
  - 9月 - 青山商事と「The Style Dictionary」の共同運営を開始
- 2021年
  - 3月 - カスタムライフを存続会社として、親会社の株式会社SYGと合併
  - 4月 - カスタムライフを存続会社として、子会社の株式会社SYGシステムパートナーズと合併
  - 6月 - 青山商事と「キャリアクローゼット」の共同運営を開始
  - 10月 -「恋愛塾」[2]、「HOMEWiNE」[3]、「恋活ポート」の運営を開始[4]

## 事業内容
- メディア事業
  - CUSTOMLIFE（読めばわかる、お買い物攻略サイト）
  - The Style Dictionary（困ったときのファッション辞典）※青山商事と共同運営
  - キャリアクローゼット（転職情報サイト）※青山商事と共同運営
  - 恋愛塾（トイアンナによる恋活/婚活メディア）
  - 恋活ポート（ジェラシーくるみの“実践的”恋愛メディア）
- その他の事業
  - homenote（ライフスタイル動画アプリ）
  - HOMEWiNE（教育×小瓶ワインのサブスクリプションサービス）